# Luidgi Midelton
Luidgi Midelton, né le 20 octobre 1998 aux Abymes (Guadeloupe), est un escrimeur français. Il pratique l'épée. Il est médaillé d'or aux championnats d'Europe 2024 et vainqueur d'un tournoi de Coupe du monde d'escrime à Vancouver au Canada en 2024

## Carrière
Il remporte le titre mondial individuel junior en 2018.
Lors de la Coupe du monde 2023-2024, Midelton gagne l'étape de Vancouver en battant en finale le Chinois Wang Zijie
.
Grâce à sa régularité, il obtient l'une des trois places pour disputer les Jeux olympiques de Paris 2024.
Moins de deux mois avant les JO, il remporte le titre individuel des championnats d'Europe 2024.

## Palmarès
- Championnats d'Europe
  -  Médaille d'or en individuel aux championnats d'Europe de 2024 à Bâle
  -  Médaille d'or par équipes aux championnats d'Europe de 2024 à Bâle
  -  Médaille d'or par équipes aux championnats d'Europe de 2025 à Gênes